# Burgohondo
Burgohondo település Spanyolországban, Ávila tartományban. Burgohondo Navarredondilla, Navatalgordo, Villanueva de Ávila, Mijares, Casavieja, Piedralaves, Navaluenga, Navalmoral és San Juan del Molinillo községekkel határos. Lakosainak száma 1249 fő (2024).

## Népesség
A település népessége az utóbbi években az alábbiak szerint változott:
| Lakosok száma | 1179 | 1184 | 1264 | 1278 | 1278 | 1241 | 1208 | 1195 | 1231 | 1249 |
|               | 2001 | 2004 | 2006 | 2009 | 2011 | 2014 | 2016 | 2019 | 2021 | 2024 |